# Sedum duthiei
Sedum duthiei är en fetbladsväxtart som beskrevs av Fröderstr.. Sedum duthiei ingår i Fetknoppssläktet som ingår i familjen fetbladsväxter. Inga underarter finns listade i Catalogue of Life.